# Norah Smyth
Norah Lyle-Smyth (22 de març del 1874 – 1963) fou una suffragette, fotògrafa i activista socialista anglesa.

## Biografia
Norah Smyth nasqué en una família adinerada i era neboda de la compositora i suffragette Ethel Smyth. Fins a la seua mort, el 1912, son pare controlava molts aspectes de la seua vida: li negà el permís per a estudiar en la universitat o casar-se amb el seu cosí. Va dedicar-se a l'estudi privat, les arts i la vida del poble.
El 1912, Norah Smyth entrà en Pioneer Players, la companyia de teatre feminista d'Edith Craig. També milità en la Unió Social i Política de Dones (WSPU en anglés), com a xofera no remunerada per a Emmeline Pankhurst, i fent altres tasques. El seu major interés, però, era la causa de les dones treballadores, i és per això que es va unir a l'East London Federation of Suffragettes (posteriorment la Workers' Socialist Federation) de Sylvia Pankhurst.
El 1912 s'implicà en un incendi provocat a la casa de camp del polític Lewis Harcourt, contrari al sufragi. Va fugir a l'estranger, i només li va explicar la història al seu nebot molts anys després. Sembla que l'atac havia estat en una part buida de la casa per a minimitzar el risc de pèrdua de vides humanes i d'obres d'art.
A principis del 1914, el grup formà un "Exèrcit Popular", dirigit per Norah Smyth. Feu una desfilada en Ford Road, però l'arrestaren per assalt i se'n va abandonar la idea.(3)
El 1914, Sylvia fou convocada a París per a discutir el futur de la Federació de l'Est de Londres amb Christabel Pankhurst, de la WSPU. Norah Smyth acompanyà a Sylvia, i es va acordar una divisió entre els seus grups.
Norah Smyth continuà en el grup de l'Est de Londres i quan, al 1916, es va convertir en la Women’s Suffrage Federation (FSM), en fou tresorera. A vegades podia tenir disparitat d'opinions amb Sylvia Pankhurst; per exemple, li va recomanar que romangués en la Lliga Internacional de Dones per la Pau i la Llibertat quan Sylvia hi planejava renunciar. Quan la FSM va instal·lar una fàbrica de joguets, Smyth en fou partidària, i quan al 1920 la fàbrica travessava dificultats financeres, Norah va vendre articles personals per a rescatar-la.
La FSM també s'implicà amb el Partit Laborista, i Smyth fou triada membre del Consell de Comerç de l'Àlber i del Partit Laborista al 1919, juntament amb Melvina Walker i L. Watts. Quan, però, les tres van aparéixer en una reunió del Partit Laborista argumentant a favor del bolxevisme, les en van expulsar.
La FSM esdevingué el nucli del Partit Comunista (Secció britànica de la Tercera Internacional) i quan l'editor del seu diari, el Workers 'Dreadnought, fou empresonat, Norah Smyth n'alternà com a editora amb Jack O'Sullivan. Durant molts anys, Norah proporcionà fotografies per al periòdic sobre la vida a East End, en particular de dones i xiquets empobrits.
Després d'un període en el Partit Comunista de Gran Bretanya, Norah Smyth va seguir Sylvia Pankhurst en una nova organització, el Partit Comunista dels Treballadors. En fou una de les principals oradores, juntament amb Pankhurst i A. Kingman. El partit es dissolgué prompte i Smyth es traslladà a Florència, on tenia família i treballava com a secretària. Va continuar mantenint correspondència amb Pankhurst fins a la seua mort.
Al novembre del 2018, es feu a la galeria Four Corners de Londres una exposició de les seues fotografies inèdites, propietat de l'Institut d'Història Social d'Amsterdam.